# Les Fils Dreyfus & Cie, Banquiers
 (avril 2018).
Si vous disposez d'ouvrages ou d'articles de référence ou si vous connaissez des sites web de qualité traitant du thème abordé ici, merci de compléter l'article en donnant les références utiles à sa vérifiabilité et en les liant à la section « Notes et références ».
Pour les articles homonymes, voir Dreyfus.

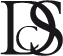
Logo historique

Les Fils Dreyfus & Cie SA, Banquiers (en allemand : Dreyfus Söhne & Cie AG, Banquiers) est une banque privée suisse ayant son siège à Bâle. Ses activités sont concentrées sur la gestion de fortune et la banque privée.

## Histoire
En 1812, Isaac Dreyfus-Bernheim (1785-1845) originaire de Sierentz en Alsace reçut le droit d'habitation et de négoce de la ville de Bâle et fonda une maison de commerce en 1813. En 1823, il s’inscrivit comme société simple au registre du commerce bâlois. Pour le commerce de marchandises et le service de transport, il eut recours aux lettres de change. À cela s’ajoutaient d’autres services de crédit ainsi que le négoce de titres de créance. En parallèle, il développa le crédit foncier en Alsace. Il officia également en tant que délégué suisse au sein de l'Alliance Israélite Universelle et était très engagé sur le plan caritatif.
C'est en 1849, sous la houlette de ses fils Samuel Dreyfus-Neumann (1820-1905), Leopold Dreyfus-Hirsch (1818-1885) et Jacques Dreyfus-Jeidels (1826-1890), qui changèrent la raison sociale en Isaac Dreyfus Fils, que la société devint une banque privée bâloise de premier plan. Ils continuèrent leurs activités dans le commerce immobilier et le marché hypothécaire. Prenant exemple sur d'autres commerçants et industriels bâlois, ils investirent en 1853 dans la construction de leur propre usine de rubans de soie. Samuel Dreyfus-Neuman fut (comme le sera plus tard son fils Jules) Président de la Communauté Israélite de Bâle de 1863 à 1896.
Jacques Dreyfus-Jeidels (le plus jeune des trois fils d'Isaac Dreyfus-Bernheim) fonda en 1868 la banque J. Dreyfus & Cie à Francfort sur le Main et à Berlin. Elle fit partie des banques de premier ordre en Allemagne jusqu'en 1939, année lors de laquelle elle fut victime de l'aryanisation. 
En 1942, à l’époque de la 4ème génération et sous l'égide du fils de Jules, Paul Dreyfus-de Gunzburg (1895-1967), la société en commandite fut transformée en société anonyme. Durant la domination nationaliste en Allemagne, Paul, ainsi que son épouse Vera, s’engagèrent pour la cause des réfugiés juifs. 
En plus de la gestion de fortune pour la clientèle privée suisse et internationale, la banque fut impliquée en Suisse, et tout particulièrement à Bâle, dans la création d'entreprises d'envergure comme le Basler Bankverein (qui deviendra plus tard la Société de Banque Suisse), un précurseur d’UBS et de la Schweizerischen Eisenbahnbank. 

## Les Fils Dreyfus & Cie SA, Banquiers aujourd'hui
En 1996, la société familiale fut rebaptisée Les Fils Dreyfus & Cie SA, Banquiers (Dreyfus Banquiers). Les descendants d'Isaac Dreyfus-Bernheim, soit la 6ᵉ génération, est actuellement aux rênes de l'entreprise et détient l'intégralité du capital-actions. Depuis près d'un siècle, Dreyfus Banquiers se consacre en première ligne au métier de banque privée classique active dans la gestion de fortune individualisée. En plus de son siège social qui se trouve à Bâle (Aeschenvorstadt 16), la banque détient également des bureaux à Lausanne (ouverture du bureau en 2011), Delémont (2012), Zurich (2013), Lugano (2013) ainsi qu'une représentation à Tel Aviv (2013). Fin 2024, les fonds sous gestion atteignaient 21,8 milliards de francs suisses. 

## Chiffres clés au 31 décembre 2024
- Bénéfice : 40,2 millions de francs suisses
- LERA (leverage ratio, ratio de levier) : 28,9 %
- CET1 (common equity tier 1, ratio de fonds propres) : 28,5 %
- LCR au 4ᵉ trimestre 2024 (liquidity coverage ratio, ratio de liquidité à court terme) : 260 %
- Ratio coûts/revenus : 64,7 %